# Euro în Lituania

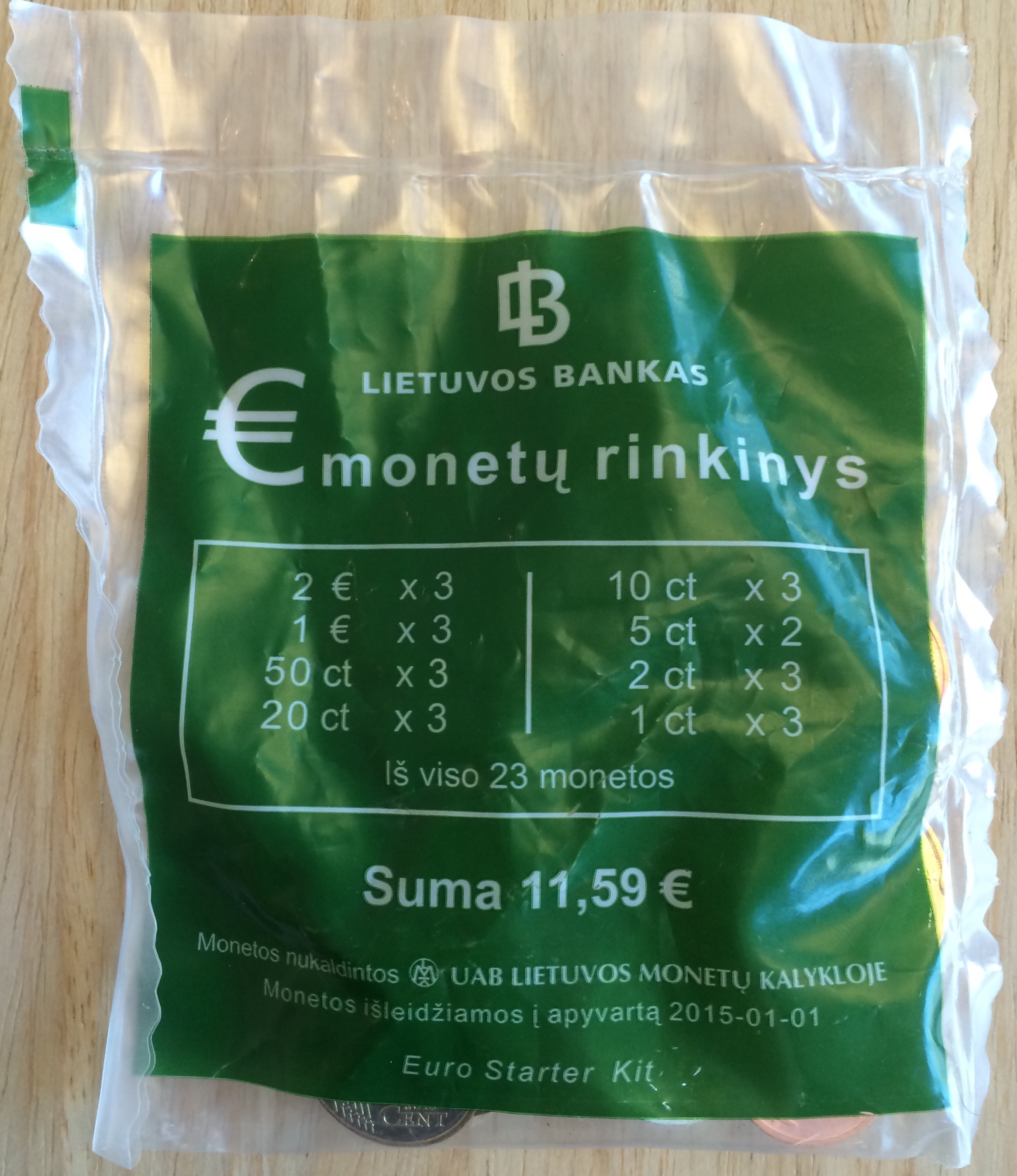
Kit euro lituanian

Lituania, ca stat membru al UE, a aderat la zona euro prin adoptarea monedei euro la 1 ianuarie 2015. Aceasta a făcut-o ultimul dintre cele trei state baltice care a adoptat euro, după Estonia (2011) și Letonia (2014). Înainte de acel moment moneda sa, litas, era legată de euro la cursul de schimb fix de 3,4528 litas la 1 euro.

## Istorie
Toți membrii Uniunii Europene, cu excepția Danemarcei, sunt obligați prin tratat să adere la zona euro odată ce au fost îndeplinite anumite criterii economice. Litasul lituanian a participat la ERM II din 28 iunie 2004 și a fost legat de euro la o rată de 3,45280 litai = 1€. Lituania a stabilit inițial 1 ianuarie 2007 ca dată-țintă pentru adoptarea monedei euro, iar în martie 2006 a solicitat Comisiei Europene și Băncii Centrale Europene să efectueze o evaluare a gradului de pregătire pentru adoptarea monedei euro. Raportul Comisiei a constatat că, deși Lituania a îndeplinit patru dintre cele cinci criterii, inflația medie anuală a fost de 2,7%, depășind limita de 2,6%. În consecință, Comisia a concluzionat că „în prezent nu ar trebui să existe nicio modificare a statutului Lituaniei ca stat membru cu o derogare”. Lituania este singura țară căreia i-a fost refuzată inițial aprobarea de a adopta moneda euro după ce a solicitat un control de convergență.
În decembrie 2006, guvernul a aprobat un nou plan de convergență, care a împins data de adoptare preconizată după 2010 din cauza inflației. În 2007, prim-ministrul Gediminas Kirkilas a declarat că speră ca Euro să fie adoptat în jurul anilor 2010-2011. În general, inflația ridicată, care a atins un vârf de 12,7% în iunie 2008 (cu mult peste limita de 4,2% din acea perioadă), a întârziat adoptarea euro de către Lituania. Până la momentul crizei datoriilor europene din 2010, data preconizată a trecerii la trecere a fost amânată în continuare, până în 2014. Lituania și-a exprimat interesul față de o sugestie din partea FMI conform căreia țările care nu sunt în măsură să îndeplinească criteriile de la Maastricht să poată „adopta parțial” euro, folosind moneda, dar fără a obține un loc la Banca Centrală Europeană. Interviurile cu ministrul de externe și prim-ministrul din mai și, respectiv, august 2012 au evidențiat că Lituania încă urmărea să adopte moneda euro, dar nu va stabili o dată țintă până când starea zonei euro după criză nu va fi clară.
În timpul campaniei pentru alegerile parlamentare din Lituania din 2012, presa a relatat că social-democrații preferau amânarea adoptării euro, de la obiectivul anterior din 2014 până la 1 ianuarie 2015. La încheierea celui de-al doilea tur al alegerilor în octombrie, social-democrații, Partidul Muncii și Ordinea și Justiția au câștigat majoritatea și au format noul guvern, iar partidele din coaliție au fost nevoite să accepte amânarea propusă în adoptarea monedei euro.
Când prim-ministrul Algirdas Butkevičius și-a prezentat noul guvern în decembrie, aderarea cât mai curând posibil la zona euro a fost menționată ca una dintre prioritățile cheie pentru guvern. În ianuarie 2013, prim-ministrul a anunțat că guvernul și Banca Lituaniei au convenit asupra unei date țintă pentru 2015. În februarie 2013, guvernul Lituaniei a aprobat un plan pentru adoptarea euro în 2015. În mod public, Butkevičius și Loreta Graužinienė (pe atunci Președintele Seimas) au reafirmat până la jumătatea lunii ianuarie 2014 necesitatea adoptării euro în 2015.
Potrivit datelor Băncii Lituaniei, până în octombrie 2013, Lituania îndeplinise 4 din cele 5 criterii, excepția fiind deficitul public de 3,2% din PIB, ce depășea limita de 3,0%. Guvernul lituanian se aștepta ca aceasta să scadă la 2,9% până în primul trimestru al anului 2014. În aprilie 2014, Comisia pentru afaceri economice și monetare a Parlamentului European și-a dat acordul preliminar ca Lituania să adere la zona euro la 1 ianuarie 2015, după ce a concluzionat că țara îndeplinește toate criteriile conform datelor economice din primele luni ale anului 2014. Parlamentul Lituaniei a aprobat o lege privind schimbarea euro în aprilie 2014, iar în rapoartele bienale publicate la 4 iunie, Comisia Europeană a constatat că țara îndeplinește criteriile de convergență. Banca Centrală Europeană nu a ajuns la o concluzie dacă țara este pregătită să adere la zona euro. La 16 iulie, Parlamentul European a votat în favoarea adoptării euro a Lituaniei.  La 23 iulie, Consiliul de Miniștri al UE a aprobat decizia, permițând Lituaniei să adopte moneda euro la 1 ianuarie 2015.

## Opinia publică
Un sondaj realizat de Eurobarometru în aprilie 2013 a constatat că 41% dintre lituanieni au susținut trecerea la euro, în timp ce 55% s-au opus. Aceasta a fost o scădere a susținerii de 3% față de un an mai devreme. Un sondaj Eurobarometru din septembrie 2014 a constatat că 49% dintre lituanieni s-au opus introducerii monedei euro și 47% au susținut-o.
Sondajele de opinie din perioada premergătoare adoptării monedei euro au produs un set mixt de rezultate. Un sondaj față în față de la Baltic Surveys (Baltijos Tyrimai) pentru partidul eurosceptic Europeans United for Democracy, realizat în perioada 14-24 noiembrie, a constatat că 49% dintre lituanieni nu sunt de acord cu decizia guvernului lor de a introduce moneda euro, în timp ce 26% dintre lituanieni au aprobat-o (5% mai degrabă pentru, 21%). 57% dintre respondenți au spus că Guvernul a acționat greșit prin introducerea monedei euro fără un referendum pe această temă. Cu toate acestea, un sondaj realizat de Berent Research Baltic pentru Banca Lituaniei între 3 și 26 noiembrie a arătat că 53% din populație era în favoarea noii monede, în timp ce 39% erau sceptici.

## Designul monedelor
Modelele monedelor lituaniene au o față națională similară pentru toate denominațiile, prezentând simbolul Vytis și numele țării, „ Lietuva ”.  Designul a fost anunțat la 11 noiembrie 2004 în urma unui sondaj de opinie publică realizat de Banca Lituaniei.  A fost creat de sculptorul Antanas Žukauskas.  Singura diferență dintre monede este că monedele de unu și doi euro au linii verticale pe cercul exterior, monedele de cincizeci, douăzeci și zece cenți au linii orizontale pe cercul exterior, iar monedele de cinci, doi și un cenți nu au linii pe cercul exterior.  În ianuarie 2014, s-a anunțat că toate monedele vor avea bătut „2015” pentru a afișa anul adoptării euro de către Lituania. Monetăria lituaniană a fost aleasă pentru producerea monedelor.  Format:Coin image box 8 singles

### Seria RegiuniEtnograficeLituaniene
Include monete pentru Samogitia, Aukštaitija, Dzūkija, Suvalkija și Lituania Minor.
| An                | Număr | Proiecta                       |
| ----------------- | ----- | ------------------------------ |
| 2019              | 1     | stema regiunii Samogitia       |
| 2020              | 2     | stema regiunii Aukštaitija     |
| 2021              | 3     | stema regiunii Dzūkija         |
| 2022              | 4     | stema regiunii Suvalkija       |
| 2025 (planificat) | 5     | stema regiunii Lituaniei Minor |

## Aderarea la zona euro
Lituania a aderat oficial la zona euro la miezul nopții în dimineața zilei de 1 ianuarie 2015, Banca Centrală a Lituaniei oferind un curs de schimb de 3,4528 LTL pentru un euro. Imediat după începerea Anului Nou, premierul Butkevicius a făcut prima retragere de numerar a țării în euro. La Bruxelles, clădirea Comisiei Europene a fost acoperită cu un banner care saluta intrarea Lituaniei în zona euro. 
| Ziua adopției euro | Plan de schimbare                                   | Introducere | Încărcare frontală | Circulație dublă perioada | Perioada de schimb de numerar LTL                                         | Afișare dublă a prețului | Companie de monetărie | Moneda a circulat (în unități)                   |
| ------------------ | --------------------------------------------------- | ----------- | --- | ------------------------- | ------------------------------------------------------------------------- | --- | --------------------- | ------------------------------------------------ |
| 1 ianuarie 2015    | O lege de schimbare a fost adoptată în aprilie 2014 | Big bang    | Băncile comerciale încep să primească bancnote și monede euro cu 2 și, respectiv, 3 luni înainte de ziua EUR. Comercianții cu amănuntul primesc monede și bancnote în ultima lună înainte de ziua EUR. | 15 zile                   | Bănci: 12 luni (note) 6 luni (monede) banca centrala: pe termen nelimitat | Începe la 30 de zile după aprobarea de către Consiliu a adoptării euro, egal cu 22 august 2014, și durează până la 6 sau 12 luni după adoptare | Monetăria Lituaniană  | 132 milioane de bancnote, 370 milioane de monede |

Comisia Europeană a recomandat în noiembrie 2014 ca Lituania să prelungească perioada de afișare a prețului dublu impusă legal cu șase luni suplimentare, astfel încât să dureze până la 31 decembrie 2015. Lituania nu a adoptat recomandarea, iar afișarea dublă a prețului obligatorie s-a încheiat la 1 iulie 2015.

### Rotația drepturilor de vot în Consiliul guvernatorilor BCE
La 17 iunie 2014, Deutsche Bundesbank a lansat o declarație în care afirmă că „Lituania ar putea determina rotația drepturilor de vot ale Consiliului guvernatorilor BCE. Introducerea practic sigură a monedei euro în această mică națiune baltică la începutul anului viitor ar determina numărul guvernatorilor băncilor centrale naționale (BCN) din Consiliul guvernatorilor BCE să depășească 18 pentru prima dată. efectiv într-un Eurosistem în creștere. Acest lucru ar deschide calea pentru introducerea unui sistem de vot modificat similar cu cel al Rezervelor Federale din SUA”.